# Music by John Williams
Music by John Williams ist ein US-amerikanischer Dokumentarfilm aus dem Jahr 2024 über den Komponisten und Dirigenten John Williams, unter der Produktion und Regie von Laurent Bouzereau.

## Hintergrund
Williams komponierte im Laufe seiner Karriere die Musik für viele Filme, darunter die Star-Wars-Reihe, die Indiana-Jones-Reihe und E.T.

## Veröffentlichung
Music by John Williams eröffnete am 23. Oktober das AFI-Fest 2024. Der Film wurde in begrenztem Umfang veröffentlicht und feierte am 1. November auf Disney+ Premiere.

## Rezeption
Peter Debruge von Variety schrieb: „Es handelt sich weniger um einen Dokumentarfilm als vielmehr um eine Hommage, ein Werkzeug für Fans, das Williams' Vermächtnis feiern soll, ohne dabei zu persönlich oder technisch zu werden.“
Matt Goldberg von TheWrap schrieb: „Ich hätte mir zwar gewünscht, dass der Film mehr auf die Frage eingeht, wo Williams und sein Werk im Vergleich zu seinen Vorgängern und Nachfolgern stehen, aber es handelt sich dennoch um eine harmlose Feier, die Lust darauf macht, seine beliebtesten Partituren noch einmal zu hören und dabei mehr über ihre Entstehung zu erfahren.“

### Auszeichnungen
- Nominiert für Best Documentary Feature - 9th Critics' Choice Documentary Awards[6]
- Gewinner des Best Music Documentary - 9th Critics' Choice Documentary Awards[6][7]